# ببغاء الأمازون الفيروزي
ببغاء الأمازون الفيروزي أو الببغاء ذا الواجهة الفيروزية أو الببغاء الأمازوني ذا الواجهة الزرقاء ، هو فصيلة من ببغاء الأمازون يعيش في أمريكا الجنوبية وهو إحدي أشهر الببغاوات الأمازونية المبقاة في الحبس كحيوان منزلي أو كببغاء رفيق. اسمه المشهور مأخوذ من البقعة باللون الفيروزي أعلي منقاره مباشرة.

## معرض صور

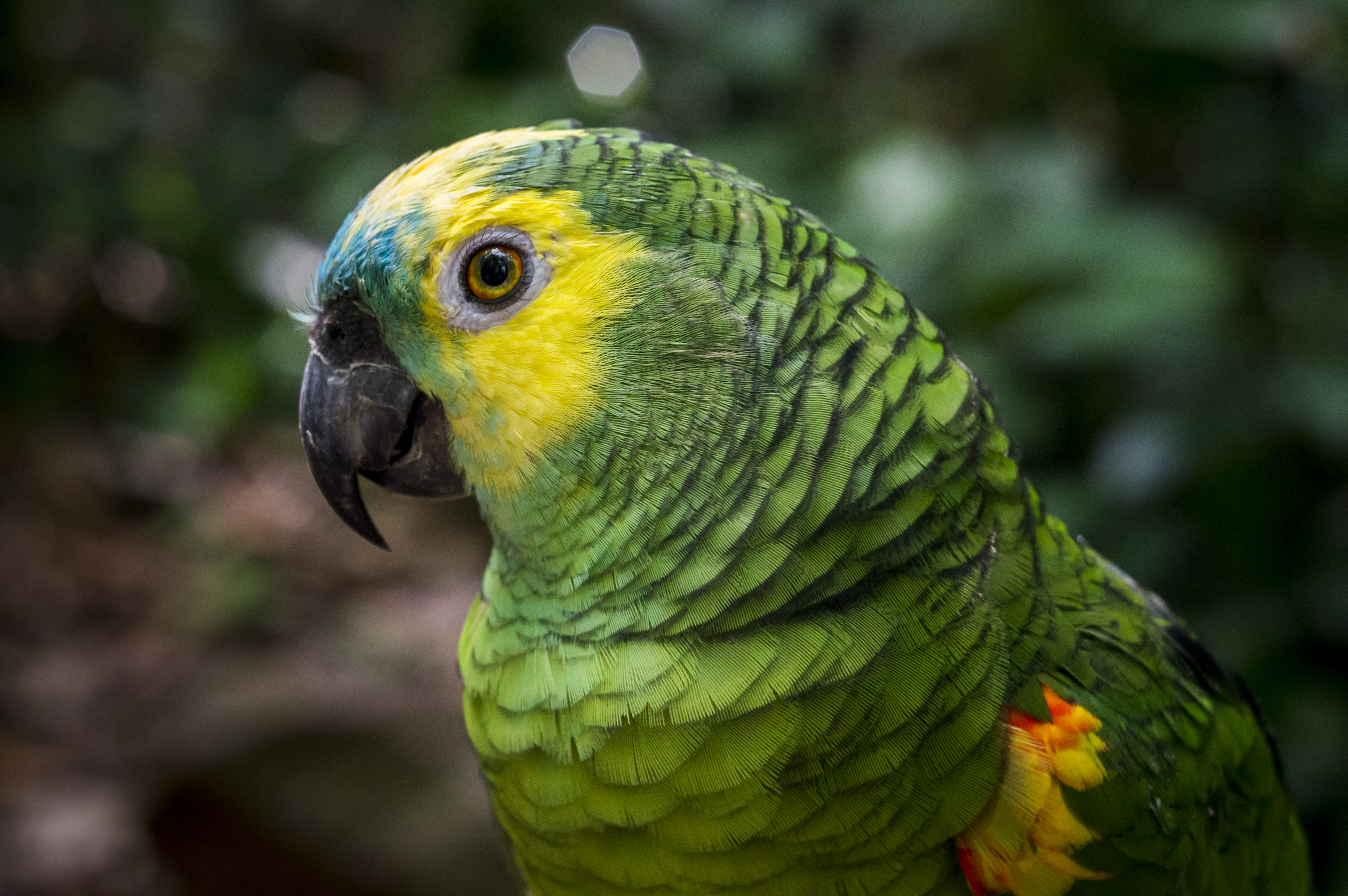
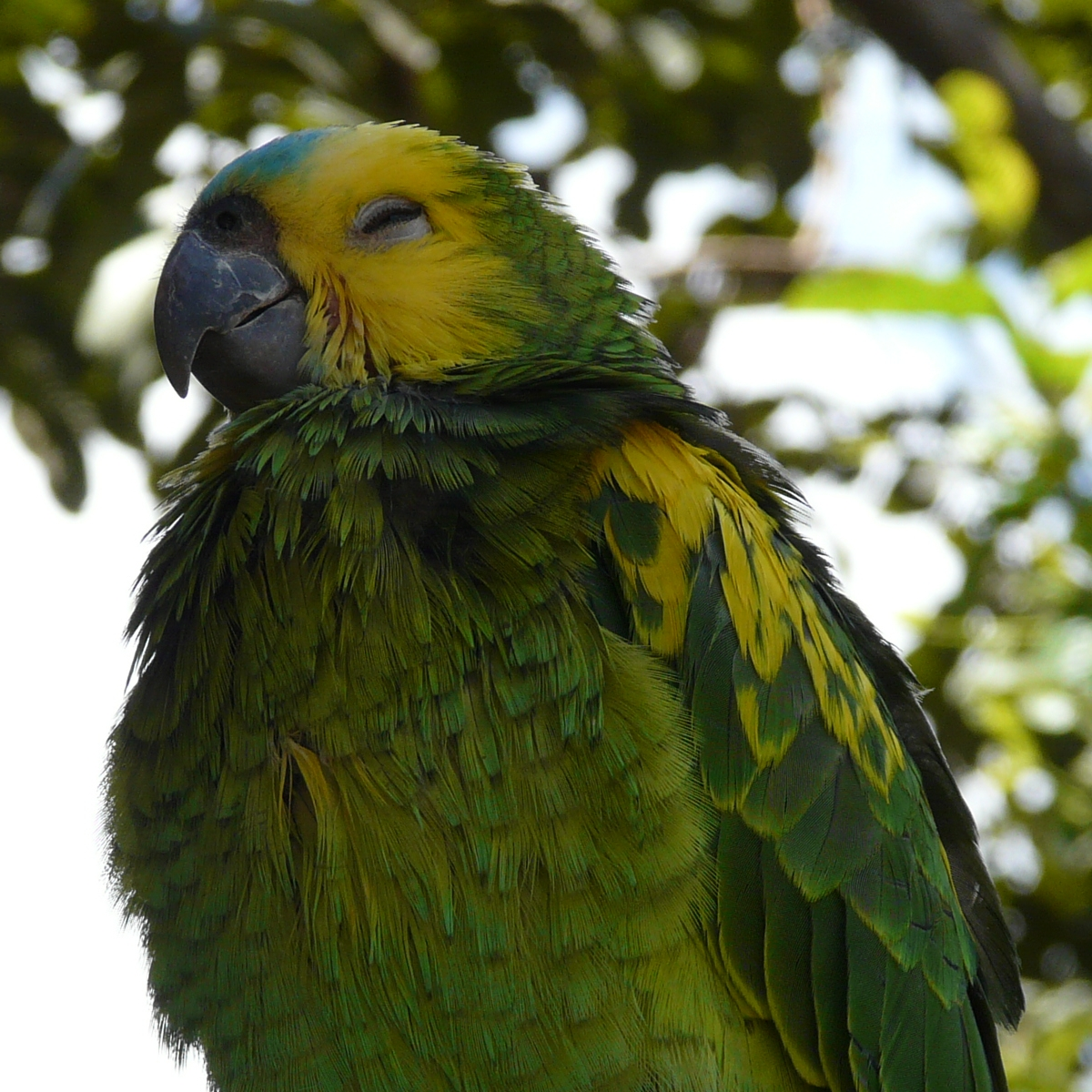
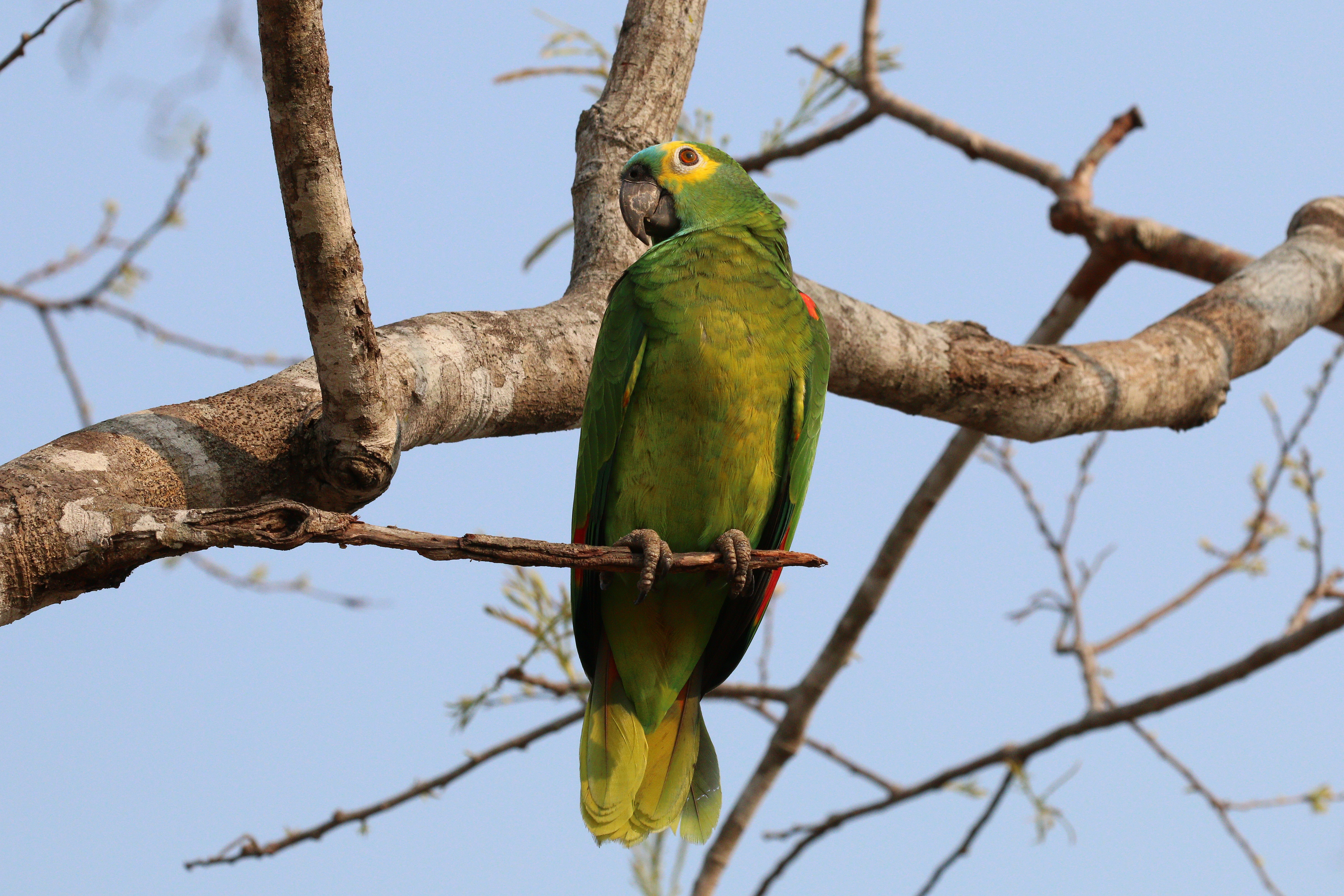
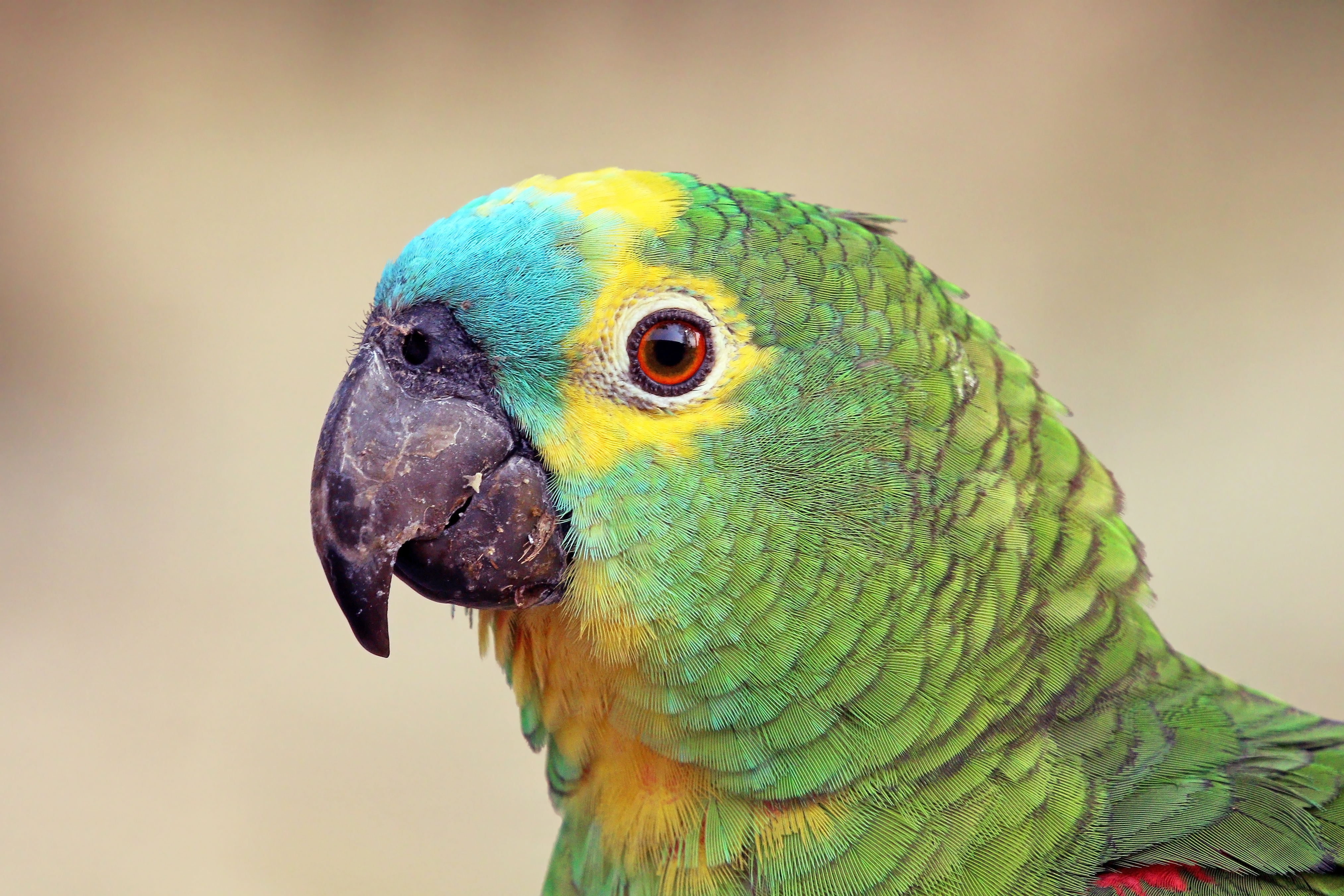
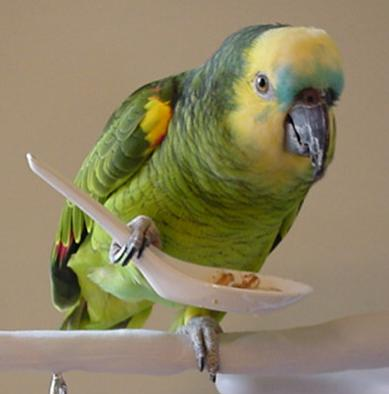
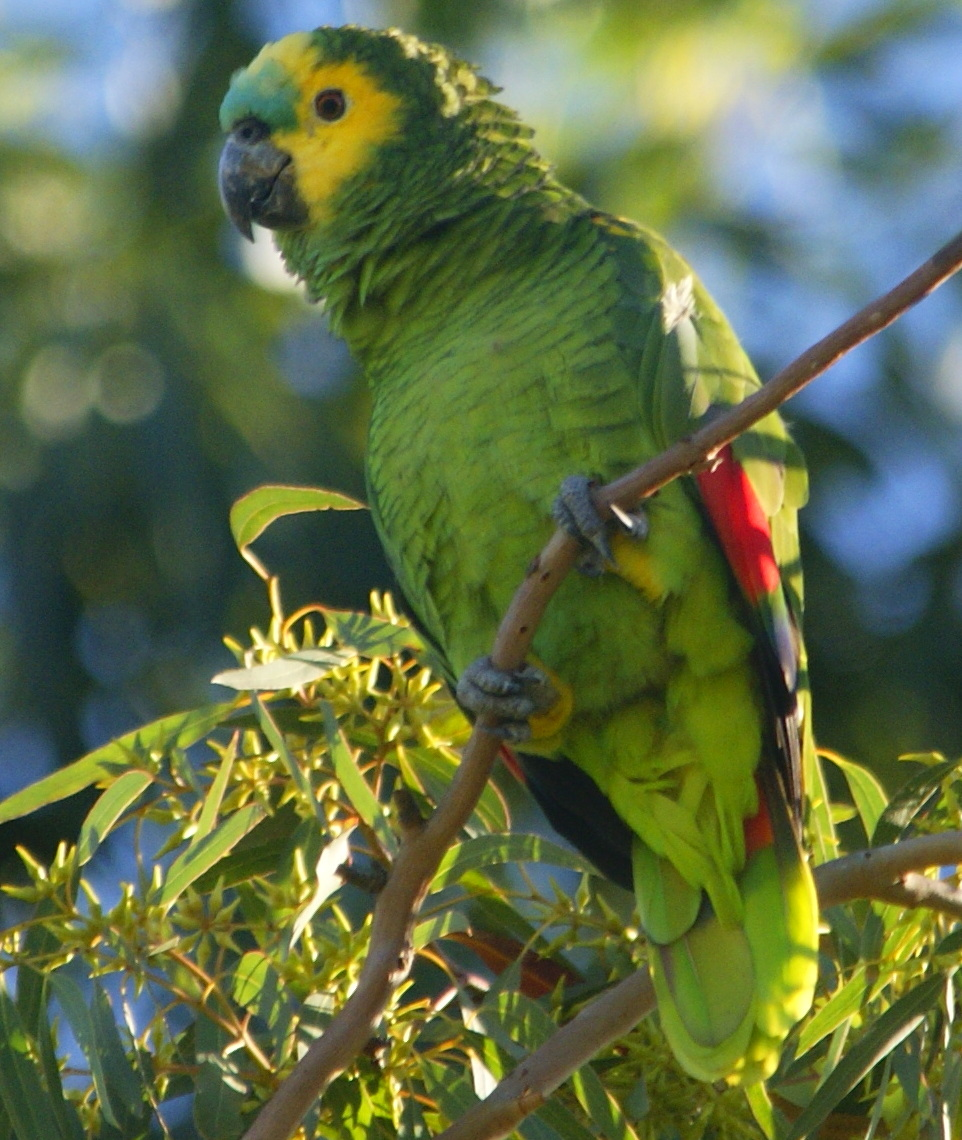
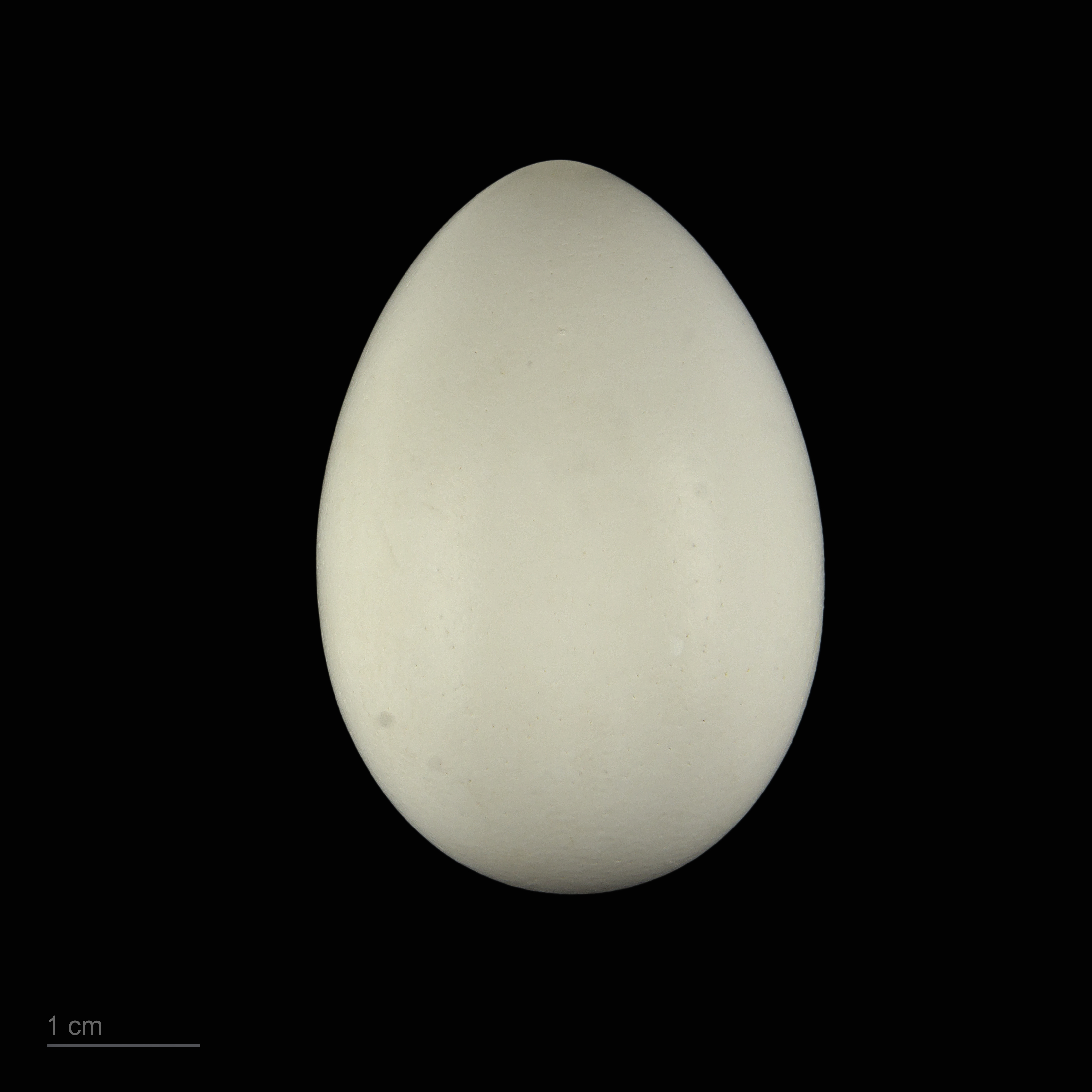
Museum specimen